# La Chimica & l'Industria
La Chimica & l'Industria è una rivista tecnica di chimica in lingua italiana e inglese pubblicata dal 1919, originariamente con il nome di Giornale di Chimica Industriale e applicata. È organo ufficiale della Società Chimica Italiana ed è attualmente di proprietà della Società Chimica Italiana.
La periodicità è mista mensile e bimestrale; sono pubblicati articoli tecnici e scientifici di chimica. La rivista viene distribuita a tutti gli iscritti alla Società Chimica Italiana e all'Ordine dei Chimici.
Dal 2014 è distribuita congiuntamente a Il Chimico Italiano, in previsione della fusione delle due riviste .
Dal n. 2 al n. 5 del 2015 la rivista ha compreso Il Chimico Italiano (anno XXVI, n. 2) in forma di inserto estraibile . A partire dal n. 6 del 2015 invece si è ritornati alla separazione delle due riviste.
Dal 2017 l'editore è diventato PAS-SCI Srl e la rivista viene pubblicata on line bimestralmente.